# 贾廷安
贾廷安（1952年9月3日—），河南叶县人，中国人民解放军上将。中国共产党第十七届中央候补委员、第十八届中央委员。

## 生平
成都电讯工程学院微波专业毕业。1982年起担任江泽民秘书，历任电子工业部第一副部长秘书，电子工业部部长副秘书，上海市长秘书、市委书记秘书，中共上海市委办公厅副主任。1989年，江泽民成为中国共产党中央委员会总书记和中国共产党中央军事委员会主席，贾廷安其后担任中共中央总书记、中共中央军委主席秘书等职。1994年，任中央军委办公厅副主任、中央军委主席办公室主任。2003年，任中央军委办公厅主任。2007年12月，任总政治部副主任。2016年1月，任新组建的中央军委政治工作部副主任。2017年不再担任中央军委政治工作部副主任。2018年2月24日，当选为第十三届全国人大代表。
1994年6月，晋升少将军衔。2005年，晋升中国人民解放军中将军衔。2011年7月，晋升为中国人民解放军上将军衔。